# Hooligans
A Hooligans egy magyar rockegyüttes. A zenekari tagok zord megjelenésével (vad külső, tetoválások, piercingek) ellentétben zenéjükben - könnyedebb hangvétellel - gyakori motívumként szerepelt a szerelem, a nők bálványozása, a hedonizmus. 2021-ben debütált stílusváltással keményebb rock stílusban kíméletlen társadalomkritikákat is tartalmaznak az újabb dalaik.

## Előzmények
Kiss Endre és Ördög Tibor Szerencsen együtt jártak iskolába, és már 9 éves korukban túl voltak az első koncertjükön. Hét évvel később (16 éves korukban) találkoztak Tóth Tiborral, akivel együtt megalapították a Ramses nevű együttest.
Az együttes sikeres volt, de be kellett vonulniuk katonának. 1992-ben, leszerelésük után Budapesten folytatták a zenélést, a Dance nevű együttesben. Ezzel itt is sikeresek voltak, az Ördög vagy angyal című albumukból 20 000 példány kelt el. Külföldön is híresek voltak, Romániában 40 000 ember előtt léptek fel. A zenekart az a megtiszteltetés érte, hogy ők nyitották a Scorpions koncertjét a Budapest Sportcsarnokban.
1996-ban az együttes tagjai váltottak és Móricz Norberttel megalapították a Hooligans-t.

## Zenei karrier
1997-ben jelent meg első albumuk Nem hall, nem lát, nem beszél címmel.
Az albumból két kislemez készült az Az én paradicsom és az Aladdin című dalokból, melyekhez videóklipet is forgattak.
A második albumuk 1998-ban jelent meg Mesét, álmot, mámort címmel. Az albumról 3 kislemez készült a Meleg vonat, Münchausen és a Hárem című dalokból, melyek szintén forgattak klipeket.
A következő albumuk előtt az együttes megjelentetett két maxi-lemezt, 1999-ben Álomférfiak, 2000-ben Tartson örökké címmel.
2001-ben jelent meg a harmadik albumuk Kánaán címmel, melynek legnagyobb számai a Tartson örökké és a A vér nem válik vízzé lettek.
2003-ban jelent meg negyedik albumuk Szenzáció címmel. Három videóklip jelent meg az albumról a Királylány, a Játszom és a Legyen valami című dalokból, melyek egytől egyig vezették a VIVA TV hivatalos slágerlistáját a VIVA Chart-ot.
2005-ben jelent meg az ötödik album Vírus címmel. Az album legsikeresebb kislemeze a Szabadon című dalból készült mely szintén vezette a VIVA Chart-ot, ezzel rekordot állítva fel, hisz a Hooligans az első olyan zenekar, akinek zsinórban négy klipje is a VIVA Chart csúcsára állhatott.
2006-ban jelent meg az együttes hatodik albuma Bohémélet címmel. Az albumról 3 kislemez jelent meg a Félember a Hotel Mámor és a Rajtad múlt című dalokból.
2007-ben az együttes basszusgitárosa, Móricz Norbert kilépett a zenekarból és új zenekart alapított Star Positive néven. Az ő helyére Késmárki Zsolt lépett.
2008-ban immár új basszusgitárossal jelent meg az együttes hetedik albuma Privát mennyország címmel. Az albumról eddig két kislemez jelent meg az Eljátszott gyémánt és a Ringass el című dalokból.
2010-ben megjelent nyolcadik albumuk 8-szemközt címmel. Az albumon található az Illúzió című dal, amihez klip is készült.
2011. november 18-án váratlanul elhunyt Sipos Tibor (Cápa), az együttes menedzsere. Fájdalmuk ellenére a rockbanda úgy döntött, hogy megtartja a tizenöt éves jubileumi koncertet a Papp László Budapest Sportarénában 2011. december 11-én.
2012. október 13-án megjelent a 2011. december 11-én a Papp László Budapest Sportarénában tartott 15. éves jubileumi nagy koncertről készült CD és DVD, a CD-n 17, a DVD-n 30 dal és 3 extra található.
2013. október elsején megjelent a zenekar új nagylemeze História címmel. A nagylemez első kislemeze (Mindörökké) valamivel korábban, 2013. szeptember 11-én jelent meg. A nagylemezen 12 dal található. Alig több, mint 2 nap alatt elérte a platinalemez státuszt, majd 1 hét múlva már dupla platina lett az album. December 13-án a nagylemez már tripla platina. A lemezbemutató koncert december 27-én került megrendezésre a SYMA Csarnokban, ahol előzenekarként fellépett a Best Of zenekar és a Republic zenekar, továbbá fellépett meglepetésvendégként Majka (Majoros Péter) és Curtis (Széki Attila) is. A lemezbemutató koncerten lehetett kapni először a nagylemezt bakeliten. Később a Harcra fel!, Mindörökké, Egyformán és Idegen című dalokhoz klip is készült.
2014. november 6-án megjelent a Társasjáték című lemez, ami már korábban megírt dalokat tartalmazott más énekesekkel, zenészekkel közösen előadva, két dal kivételével, amik új dalok. A História lemezhez hasonlóan a Társasjáték című lemez is rövid időn belül tripla platinalemez minősítést ért el. December 14-én az együttes fellépett a Magyar Virtuózok kamara zenekarral a Budapest Kongresszusi Központban, a szimfonikus koncertnek nagy sikere volt.
2015. október 17-én az együttes a Barba Negra Music Clubban Budapesten tartotta a legelső Nem hall, nem lát, nem beszél c. albumuk bemutatóját, ezen az estén jelent meg remasterelve az album egy kislemez kíséretével amin 4 új dal található: Kellenek a hősök!, Ébren várj, Szerelem a hátsó ülésen, Kaméleon. A koncert előtt dedikálás is volt a clubban. A koncerten a zenekar előadta a teljes Nem hall, nem lát, nem beszél albumot, 2 dalt az új kislemezről és még pár koncert kedvencet. December 26-án az együttes a Budapesti Kongresszusi Központban tartott újból szimfonikus koncertet a Magyar Virtuózok kamarazenekarral. Ennek a koncertnek is nagy sikere volt.
2021. április 1-én megjelent a Zártosztály című lemezük, mely merőben eltér a korábbiaktól. A zene tónusa sokkal sötétebb, keményebb, témáját tekintve pedig felvesz egy társadalombíráló hangnemet, maga mögött hagyva a szerelmes vagy nőbálványzó témákat, illetve stílusban is inkább a Modern Metal felé nyúlik.
2022-ben az együtteshez új tag csatlakozott Romanek Gergő személyében, azóta stabil a felállás.
2023. december 14-én megjelent a Fekete Szivárvány című lemezük, amely nagyban hasonlít az elődjére, de még keményebb lett a hangzás és a szövegek.
2024. szeptember 25-én megjelent a TV2-es S.E.R.E.G. című katonai témájú sorozat betétdala A Döntés, amire a zenekart kérték meg, hogy készítsék el.

## Tagok
Jelenlegi felállás
- Ördög Tibor "Csipa" – ének (1996–napjainkig)
- Tóth Tibor – gitár (1996–napjainkig)
- Kiss Endre "Endi" – dobok (1996–napjainkig)
- Romanek Gergő – basszusgitár (2022–napjainkig)

Korábbi tagok
- PG Marot – basszusgitár, alapító tag (1996)
- Móritz Norbert – basszusgitár (1996-2007)
- Késmárki Zsolt – basszusgitár (2007–2021)

## Diszkográfia

### Nagylemezek
| Év   | Album                         | Legmagasabb helyezés                   | Minősítés       |
| Év   | Album                         | MAHASZ Top 40 album- és válogatáslemez | Minősítés       |
| ---- | ----------------------------- | -------------------------------------- | --------------- |
| 1997 | Nem hall, nem lát, nem beszél |                                        |                 |
| 1998 | Mesét, álmot, mámort          |                                        |                 |
| 2001 | Kánaán                        | 12                                     |                 |
| 2003 | Szenzáció                     | 1                                      | Platinalemez    |
| 2005 | Vírus                         | 1                                      | Aranylemez      |
| 2006 | Bohémélet                     | 5                                      | Aranylemez      |
| 2008 | Privát mennyország            | 2                                      | Aranylemez      |
| 2010 | 8szemközt                     | 20                                     |                 |
| 2013 | História                      | 1                                      | 3× Platinalemez |
| 2016 | Igaz történet                 | 1                                      | 3x Platinalemez |
| 2018 | Jég hátán                     | 1                                      | Platinalemez    |
| 2021 | Zártosztály                   | 1                                      | Platinalemez    |
| 2023 | Fekete Szivárvány             |                                        |                 |

### Középlemezek (EP)
| Év   | Album                         | Legmagasabb helyezés                   | Minősítés  |
| Év   | Album                         | MAHASZ Top 40 album- és válogatáslemez | Minősítés  |
| ---- | ----------------------------- | -------------------------------------- | ---------- |
| 2015 | Már hall, már lát, már beszél | 2                                      | Aranylemez |

### Koncertlemezek
| Év   | Album                     | Legmagasabb helyezés                   | Minősítés |
| Év   | Album                     | MAHASZ Top 40 album- és válogatáslemez | Minősítés |
| ---- | ------------------------- | -------------------------------------- | --------- |
| 2009 | Live in Pecsa             |                                        |           |
| 2012 | 15. Jubileumi nagykoncert |                                        |           |
| 2017 | 20. Jubileumi Koncertshow | 1                                      |           |
| 2020 | Aréna koncertshow         |                                        |           |

### Válogatások
| Év   | Album             | Legmagasabb helyezés                   | Minősítés       |
| Év   | Album             | MAHASZ Top 40 album- és válogatáslemez | Minősítés       |
| ---- | ----------------- | -------------------------------------- | --------------- |
| 2011 | Best of 1996-2011 | 12                                     |                 |
| 2017 | Jubileum Best of  | 1                                      | 2x Platinalemez |

### Kollaborációk
| Év   | Album       | Legmagasabb helyezés                   | Minősítés       |
| Év   | Album       | MAHASZ Top 40 album- és válogatáslemez | Minősítés       |
| ---- | ----------- | -------------------------------------- | --------------- |
| 2014 | Társasjáték | 1                                      | 3× Platinalemez |

### Újrakiadások
| Év   | Album                         | Legmagasabb helyezés                   | Minősítés  |
| Év   | Album                         | MAHASZ Top 40 album- és válogatáslemez | Minősítés  |
| ---- | ----------------------------- | -------------------------------------- | ---------- |
| 2015 | Nem hall, nem lát, nem beszél | 2                                      | Aranylemez |

## Videóklipek
- Aladdin
- Meleg vonat
- Münchausen
- Hárem
- Kánaán
- Álomférfiak
- Tartson örökké
- A vér nem válik vízzé
- Királylány
- Játszom
- Legyen valami
- Szabadon
- Menj tovább
- Nőben a boldogság
- Félember
- Hotel Mámor
- Rajtad múlt
- Eljátszott Gyémánt
- Ringass el
- Holnapunk a tegnapunk
- Illúzió
- Küzdj az álmodért
- Harcra fel!
- Mindörökké
- Egyformán
- Idegen
- Paradicsom ft. Lotfi Begi
- Kellenek a hősök
- Apám
- Ki lehet ő
- Jég hátán
- Evolúció
- Kendőzetlen igazság
- Túlélő
- Elindul a lejtő
- Káosz
- Körforgás
- Egy Álom Közepén
- Fekete Szivárvány
- A Döntés
- Vékony jég
- Jön a pofon

## Slágerlistás dalok
| Év                  | Dal                   | Legmagasabb helyezés | Legmagasabb helyezés   | Legmagasabb helyezés | Legmagasabb helyezés | Legmagasabb helyezés         | Legmagasabb helyezés | Album               |  |
| Év                  | Dal                   | VIVA Chart           | MAHASZ Editors' Choice | MAHASZ Rádiós Top 40 | MAHASZ Dance Top 40  | MAHASZ Single (track) Top 10 | EURO 200             | Album               |  |
| ------------------- | --------------------- | -------------------- | ---------------------- | -------------------- | -------------------- | ---------------------------- | -------------------- | ------------------- |  |
| 2003                | Királylány            | 1                    | 4                      | 13                   | 24                   | 5                            |                      | Szenzáció           |  |
| 2004                | Játszom               | 1                    | 1                      | 1                    | 16                   | 7                            | 137                  | Szenzáció           |  |
| 2004                | Legyen valami         | 1                    | 15                     |                      | 9                    |                              |                      | Szenzáció           |  |
| 2005                | Szabadon              | 1                    | 2                      | 2                    | 28                   | 2                            | 124                  | Vírus               |  |
| 2005                | Menj tovább           | ?                    | 20                     | 9                    |                      |                              |                      | Vírus               |  |
| 2006                | Nőben a boldogság     | ?                    | 9                      |                      |                      |                              |                      | Vírus               |  |
| 2006                | Félember              | 1                    | 5                      | 1                    |                      | 10                           | 120                  | Bohémélet           |  |
| 2007                | Hotel mámor           | 4                    |                        |                      |                      |                              |                      | Bohémélet           |  |
| 2007                | Rajtad múlt           | 3                    | 35                     | 8                    |                      |                              |                      | Bohémélet           |  |
| 2008                | Eljátszott Gyémánt    | ?                    | 3                      | 13                   |                      | 8                            |                      | Privát mennyország  |  |
| 2008                | Ringass el            | 5                    |                        | 37                   |                      |                              |                      | Privát mennyország  |  |
| 2009                | Holnapunk a tegnapunk | 27                   |                        |                      |                      |                              |                      | Szuperbojz főcímdal |  |
| 2010                | Illúzió               | 1                    |                        | 1                    |                      |                              |                      | 8 szemközt          |  |
| 2011                | Küzdj az álmodért     | 15                   |                        | 9                    |                      |                              |                      | 8 szemközt          |  |
| 2013                | Mindörökké            |                      | 10                     | 4                    |                      |                              |                      | História            |  |
| 2014                | Paradicsom            |                      | 1                      | 7                    |                      | 16                           |                      | Társas játék        |  |
| 2016                | Seholország           |                      |                        | 12                   |                      |                              |                      | Igaz történet       |  |
| 2016                | Egy szabad országért  |                      |                        | 27                   |                      |                              |                      |                     |  |
| 1. helyezett számok | 1. helyezett számok   | 5                    | 2                      | 3                    |                      |                              |                      |                     |  |
| Top 10-be bekerült  | Top 10-be bekerült    | 8                    | 8                      | 9                    | 1                    | 6                            |                      |                     |  |
| Top 40-be bekerült  | Top 40-be bekerült    | 10                   | 11                     | 14                   | 4                    | 7                            |                      |                     |  |

## Elismerések és díjak
2004
- Bravo Otto-díj
- Popcorn-díj
- Fonogram díj – Az év dala
- Fonogram díj – A legjobb hazai modern rock zenekar
- VIVA Comet díj

2005
- Jakab Líra díj
- Fonogram díj – A kedvenc magyar rockbanda Arany Nyíl díjátadón az év zenekarának járó díjat.
- Fonogram díj – közönség díjat
- Arany Nyíl díj – Az év zenekara

2007
- VIVA Comet – A legjobb együttes

2009
- Fonogram díj – A legjobb hazai modern rock zenekar (jelölés)
- Fonogram díj – Az év hazai dala (Eljátszott gyémánt) (jelölés)
- Fonogram díj – Az év hazai dala (Rajtad múlt) (jelölés)
- BRAVO OTTO – A legjobb magyar együttes (jelölés)

2010
- BRAVO OTTO – Az év magyar együttese (jelölés)

2012
- Szerencs Város Zenekara

2014
- VIVA Comet – A Magyar Könnyűzenéért díj